# Kokit
Kokit (grč. Κωκυτός, Kôkytós) u grčkoj mitologiji rijeka je jadikovanja, jauka i leleka u Hadu, ulijeva se u Aheront.

## Grčka mitologija
Kokit je rijeka jadikovanja. Na njegovim obalama ostaju oni koji nemaju čime platiti Haronu da ih preveze preko Aheronta. Njihove su duše osuđene na lutanje cijelu vječnost.

## Božanstvena komedija
U Danteovoj Božanstvenoj komediji, u Paklu, Kokit je deveti i najniži krug pakla te je smrznut mašućim Luciferovim krilima. U Paklu se o Kokitu više govori kao smrznutom jezeru, a ne kao o rijeci.
Dante u ovaj krug smješta izdajnike i varalice, a krug je podijeljen na četiri dijela:
- Kaina - po biblijskome liku Kajinu - izdajice krvnih srodnika
- Antenora - po Antenoru iz Homerove Ilijade - izdajice domovine
- Ptolomeja - po Ptolomeju, jerihonskom guverneru koji je ubijao svoje goste - izdajice svojih posjetitelja
- Judeka - po Judi - izdajice svojih gospodara i dobročinitelja

Lucifer je u centru kruga, njegov je donji dio tijela u ledu, a prikazuje se s trima ustima. Jedna usta proždiru Bruta, a druga Kasija, Cezarove izdajice, a treća Judu.

## Vanjske poveznice
- Kokit u klasičnoj literaturi (engl.)